# 京王新線
京王新線（けいおうしんせん、英: Keiō New Line）は、京王電鉄京王線の複々線区間である新宿駅 - 笹塚駅間の線増部の通称である。京王線の笹塚駅以西と都営地下鉄新宿線を連絡する役割を持つ。新宿駅の位置の違いと途中駅の有無から旅客案内で多用される。駅ナンバリングで使われる路線記号はKO。

## 概要
京王新線の名称はあくまで通称であり、正式には京王線の一部である。ただし、乗車案内アナウンスにおいても「新線」と呼称されているほか、路線案内看板にも「京王新線」と表記されている。京王線の輸送力増強のための線増として1978年10月31日に開業し、1980年3月16日から都営地下鉄新宿線との相互直通運転を開始した。これは、都営新宿線との直通運転の際、ターミナル駅である新宿駅の改修が難しかったためとされている。京王新線開業後は、京王新線の新宿駅（4・5番線）は「新線新宿駅」、既設の京王線の新宿駅（1 - 3番線）は「京王線新宿駅」（または単に「新宿駅」）と案内されている。
ほぼ、京王線と並行して国道20号（甲州街道）下、京王線より深い所を走り、笹塚駅付近を除き地下路線となっている。途中駅の初台駅と幡ヶ谷駅は京王新線のみにホームが設けられている。京王線笹塚以西への始発と最終列車は新線新宿発着である。また、東京競馬場での開催時には府中競馬正門前駅から新線新宿行きの急行も運転されるが、新線内は各駅に停車する。

### 路線データ
- 路線距離：3.6 km
- 軌間：1,372 mm
- 複線区間：全線
- 電化区間：全線（直流1,500 V）
- 保安装置：京王ATC
- 司令所：運輸指令所
- 建設主体：日本鉄道建設公団（現 独立行政法人 鉄道建設・運輸施設整備支援機構）
  - 初台 - 幡ヶ谷付近の延長1,780 mは首都高速道路公団（現・首都高速道路）が受託施工[2]
- 建設費用：445億円[2]
  - 土工区間363 m、高架橋・橋梁840 m、橋梁120 m、トンネル2,664 m[2]（トンネル名：新線新宿トンネル[5]）

## 歴史
- 1970年（昭和45年）10月 -  建設工事着工[2]。
- 1972年（昭和47年）12月 -　京王線の初台 - 笹塚間が連続立体交差事業として都市計画決定[2]。これにより、京王新線の幡ヶ谷 - 笹塚間の建設工事と同時施工となる[2]。
- 1978年（昭和53年）10月31日 - 開業[1][2]。

## 沿線概況
新線新宿駅は東京都交通局との共同使用駅で、国道20号の地下約30 m下にあたる地下5階、京王線などの駅よりも西寄りの位置にホームがある。ここから西南西に向かう。初台 - 幡ヶ谷付近は、首都高速4号新宿線の工事と重なったことから、建設工事は首都高速道路公団（当時）に委託した。初台駅は上り線が地下2階、下り線が地下3階で、いずれも北側（笹塚に向かって右側）にホームがある。幡ヶ谷駅は首都高速道路の高架橋と京王線のトンネルが一体構造となっており、地下2階に位置する対向式2面2線のホームである。
ここまでで国道20号の地下から離れ、南に沿って走ってきた京王線に寄り添うように向かい、一足先に地上に姿を現した京王線の上り線の南側（笹塚に向かって左側）に地下から回り込み、ここで京王線の下り線と出会ってから、下り線と共に地上に向かう。地上に出たところで京王線上下線にはさまれる形となり、そのまま高架へ上る。私道と都道420号（中野通り）をまたぐと、笹塚駅に至る。

## 運転
京王新線内はすべての列車が各駅に停車する。
開通当初（都営新宿線直通開始前）は新線新宿駅 - 京王多摩センター駅間の快速と京王新線内折り返しの各駅停車のみの運行であったが、2015年1月現在、京王新線内折り返し列車は設定されておらず、都営地下鉄新宿線または京王線に直通する。都営地下鉄新宿線からの電車の大半がこの路線を通り笹塚駅まで運行するため、運転系統上都営新宿線の延長線のような路線となっている。分離運転を前提としたダイヤとなっていないため、事故・各種トラブルなどによる輸送障害時であっても都営地下鉄新宿線との相互直通運転中止の措置は取られない。ただし、同じ地下線でも運営・設備管理・運行管理は京王電鉄であるため、当線の閉塞方式は2011年10月まで自動閉塞式となっていた（都営地下鉄新宿線は開業時から車内信号閉塞式）。保安装置も京王のものを使用しているため、都営地下鉄の車両にも京王の保安装置を搭載している。
日中は2022年3月12日のダイヤ改正以降、直通先の都営新宿線とともにパターンダイヤとなっていないが、概ね1時間あたり本八幡駅 - 京王多摩センターまたは橋本駅間の区間急行と快速が計6本、本八幡駅 - 笹塚駅間の各駅停車が3本程度運行される。区間急行と快速は原則交互に運転されるが、都営新宿線内を急行運転する列車は京王線内快速とはならず区間急行となる（土休日に限り全区間にて急行で運転される列車もある）ため、その前後に限り順序が入れ替わることがある。笹塚駅において、区間急行・快速と後続の京王線新宿駅発着の特急とは必ずしも接続しない。また、早朝・深夜には新線新宿駅発着の各駅停車が運行される。

## 駅一覧
- 全駅東京都内に所在。
- 京王新線の設定種別として、各駅停車・快速・区間急行・急行があるが、線内はすべて各駅に停車する。
- 駅番号は2013年2月22日から順次導入[6]。

| 駅番号                      | 駅名                        | 駅間 キロ                   | 累計 キロ                   | 接続路線 | 所在地 |
| --------------------------- | --------------------------- | --------------------------- | --------------------------- | --- | --- |
| 直通運転区間                | 直通運転区間                | 直通運転区間                | 直通運転区間                | 都営地下鉄新宿線本八幡駅まで | 都営地下鉄新宿線本八幡駅まで                                                                                                |
| KO01                        | 新宿駅 （新線新宿駅）       | -                           | 0.0                         | 都営地下鉄： 新宿線 (S-01) （直通運転・上記参照）・ 大江戸線（新宿駅:E-27、新宿西口駅:E-01） 東京地下鉄： 丸ノ内線 (M-08) 東日本旅客鉄道： 埼京線 (JA 11)・ 湘南新宿ライン (JS 20)・ 中央線（快速）(JC 05)・ 中央・総武線（各駅停車）(JB 10)・ 山手線 (JY 17) 小田急電鉄： 小田原線 (OH01) 西武鉄道： 新宿線（西武新宿駅）(SS01) | 新宿区 |
| KO02                        | 初台駅                      | 1.7                         | 1.7                         | | 渋谷区 |
| KO03                        | 幡ヶ谷駅                    | 1.0                         | 2.7                         | | 渋谷区 |
| KO04                        | 笹塚駅                      | 0.9                         | 3.6                         | 京王電鉄： 京王線（直通運転：下記参照） | 渋谷区 |
| 直通運転区間 （京王線経由） | 直通運転区間 （京王線経由） | 直通運転区間 （京王線経由） | 直通運転区間 （京王線経由） | 京王線京王八王子駅まで 相模原線橋本駅まで 高尾線高尾山口駅まで 競馬場線府中競馬正門前駅から（競馬開催日に上り臨時急行のみ） | 京王線京王八王子駅まで 相模原線橋本駅まで 高尾線高尾山口駅まで 競馬場線府中競馬正門前駅から（競馬開催日に上り臨時急行のみ） |

1. 1 2  新宿駅での東京地下鉄および西武鉄道との接続業務は、都営地下鉄では行っていないが、京王は行っている。丸ノ内線中野新橋駅・新中野駅 - 西新宿駅間・新宿三丁目駅・新宿御苑前駅・副都心線東新宿駅・北参道駅の各駅と京王線初台駅 - 笹塚駅間を新宿駅接続で乗り継ぐ場合には連絡割引も適用される。

- 西新宿三丁目西地区再開発において、新線新宿駅と初台駅の間（西参道口交差点付近）に新駅を作る構想があった。なお、構想地付近には1945年まで京王線上に西参道駅が存在した。

### 初台駅と幡ヶ谷駅
初台駅と幡ヶ谷駅はいずれも線増に際し京王線側から線増部となる新線側にホームを移設したため、京王線側は各駅停車も含め全ての電車が通過する（トンネルが異なり経由しない）。京王線新宿駅では初台駅・幡ヶ谷駅へは「新線新宿駅」から乗るようにとの案内を行っている。京王線新宿駅と新線新宿駅は改札内で接続している同一駅であるが、旅客案内上呼称は使い分けられ、別々のホームで距離も離れている。 また、2022年3月12日のダイヤ改正までは調布以西から特急を利用して初台駅や幡ヶ谷駅に行く場合は、接続列車が都営地下鉄新宿線直通でない限り明大前駅・笹塚駅で2回乗り継ぐ必要があった。
定期券の経路に新宿駅 - 笹塚駅間が含まれている場合は京王線・京王新線のどちらにも乗車でき、初台駅・幡ヶ谷駅・京王線新宿駅・新線新宿駅のいずれの駅での乗降も可能である（ただし新宿駅までの定期券で渋谷駅、渋谷駅までの定期券で新宿駅でも乗降できる通勤定期券「どっちーも」の後者の2区間目の場合は京王線新宿駅・新線新宿駅に限る）。